# Rona de Sus
Rona de Sus (in ungherese Felsőróna, in tedesco Oberrohnen) è un comune della Romania di 4 640 abitanti, ubicato nel distretto di Maramureș, nella regione storica della Transilvania. 
Il comune è formato dall'unione di 2 villaggi: Coștiui e Rona de Sus.
La storia di Rona de Sus è strettamente legata a quella delle miniere di sale; i depositi miocenici sono stati sfruttati con diverse saline fin dal XIV-XV secolo e sono stati definitivamente chiusi nel 1934 a causa della loro ormai bassissima redditività. Quasi tutte le miniere a cielo aperto un tempo funzionanti sono oggi in gran parte riempite d'acqua.